# كارل فريدريك فون جيربر
كارل فريدريك فون جيربر (بالألمانية: Karl Friedrich Wilhelm Gerber)‏ هو سياسي ألماني، ولد في 11 أبريل 1823 في إبهليبن في ألمانيا، وتوفي في 23 ديسمبر 1891 في درسدن في ألمانيا.